# Commelle
Commelle korábbi község (település) Franciaországban, Isère megyében. 2019. január 1-jén Arzay, Nantoin és Semons községgel egyesült és Porte-des-Bonnevaux új község része lett.
Lakosainak száma 938 fő (2018. január 1.). Commelle Semons, Châtonnay, La Côte-Saint-André, Nantoin és Ornacieux községekkel határos.

## Népesség
A település népességének változása:
| Lakosok száma | 401  | 436  | 518  | 598  | 662  | 815  | 876  | 962  | 943  | 938  |
|               | 1968 | 1975 | 1982 | 1999 | 2006 | 2011 | 2013 | 2016 | 2017 | 2018 |